# تاکه‌هارا، هیروشیما
تاکه‌هارا در استان هیروشیما در کشور ژاپن واقع شده‌است که دارای جمعیت ۲۹٬۸۰۳ نفر و مساحت ۱۱۸٫۳۰ کیلومتر مربع با تراکم جمعیت ۲۵۲ نفر در کیلومترمربع است و در تاریخ ۳ نوامبر ۱۹۵۸ به عنوان شهر شناخته شد.